# Konzernrecht (Deutschland)
Das Konzernrecht befasst sich mit den rechtlichen Grundlagen von Konzernen.
Der Konzernbegriff ist zum einen von kartellrechtlicher Relevanz: Das sogenannte Konzernprivileg, also das Privileg der am Konzern beteiligten Konzernunternehmen, führt dazu, dass an sich vom Kartellverbot umfasste Verhaltensweisen keinen Verstoß gegen deutsches oder EG-Kartellrecht darstellen. Zum anderen ist der Konzernbegriff im Kreditwesengesetz bei der Bildung von Kreditnehmereinheiten und damit insbesondere bei den Großkrediten von herausragender Bedeutung.

## Definition
Das deutsche Aktiengesetz (AktG) definiert den Konzern in § 18 AktG wie folgt: „Sind ein herrschendes und ein oder mehrere abhängige Unternehmen unter der einheitlichen Leitung des herrschenden Unternehmens zusammengefasst, so bilden sie einen Konzern; die einzelnen Unternehmen sind Konzernunternehmen.“
Das zentrale Wesensmerkmal des Konzerns ist die Zusammenfassung rechtlich selbständiger Unternehmen unter einheitlicher Leitung. Die einheitliche Leitung ist ein unbestimmter Rechtsbegriff, bei dem der Gesetzgeber bewusst auf eine Konkretisierung verzichtet hat. Nach herrschender Meinung liegt einheitliche Leitung dann vor, wenn verbundene Unternehmen zu einer Planungseinheit zusammengefasst werden. Dabei bedarf es der Ausübung der Leitungstätigkeit in mindestens einem wesentlichen unternehmerischen Entscheidungsbereich (Beschaffung, Produktion, Absatz, Finanzwesen, Personalpolitik). Die Leitung muss weder ausdauernd noch umfassend sein; sie kann sich vielmehr auch in einzelnen Leitungsmaßnahmen erschöpfen. Leitung bedeutet, dass die eigenverantwortliche Tätigkeit des Vorstands der beherrschten Gesellschaft (§ 76 AktG) durch eine fremdbestimmte und weisungsgebundene Tätigkeit ersetzt wird (§ 308 Abs. 1 AktG).

### Gleichordnungskonzerne
Nach der Stellung der Konzernunternehmen zueinander unterscheidet das Gesetz weiter zwischen Gleichordnungskonzernen und Unterordnungskonzernen. Merkmal des Gleichordnungskonzerns ist die gleichrangige Stellung der Konzernunternehmen. Es gibt in diesem Fall kein herrschendes Unternehmen, sondern die Leitungsorgane werden in gegenseitiger Abstimmung vertraglich geregelt. Dies kann in Form eines Beirates oder einer personellen Verflechtung der Unternehmensleitung der beteiligten Unternehmen sein.

### Unterordnungskonzerne
In der Praxis häufiger anzutreffen ist die Form des Unterordnungskonzerns. Dabei unterstehen abhängige Unternehmen der einheitlichen Leitung eines herrschenden Unternehmens. Eine Abhängigkeit der untergeordneten Unternehmen liegt vor, wenn das herrschende Unternehmen auf diese unmittelbar oder mittelbar einen beherrschenden Einfluss ausüben kann, wobei diese Machtstellung nicht ausgeübt werden muss, es vielmehr ausreicht, wenn nur die Möglichkeit dazu besteht.
Man unterscheidet weiter drei Formen des Unterordnungskonzerns mit jeweils unterschiedlichem Integrationsgrad:

#### Eingliederungskonzern
Die Eingliederung ist die intensivste Form der Konzernverbindung. Sie liegt nach §§ 319 ff. AktG dann vor, wenn eine AG in eine andere inländische AG aufgenommen wird. Die eingegliederte Gesellschaft behält hier zwar nach außen ihre rechtliche Selbständigkeit bei, nach innen fungiert sie jedoch wie eine Betriebsabteilung. Voraussetzung ist ein Mehrheitsbesitz von mindestens 95 %. Wirtschaftlich betrachtet kommt die Eingliederung einer Fusion bzw. Verschmelzung sehr nahe.

#### Vertragskonzern
Ein Vertragskonzern wird durch einen Beherrschungsvertrag i. S. d. § 291 AktG begründet. Ein Beherrschungsvertrag berechtigt das herrschende Unternehmen, dem Vorstand der abhängigen Gesellschaft hinsichtlich der Leitung der Gesellschaft Weisungen zu erteilen. Dieses Weisungsrecht ist umfassend und gilt somit auch für nachteilige Weisungen, es sei denn, sie widersprechen dem Konzerninteresse oder stellen eine Existenzbedrohung für das abhängige Unternehmen dar. Entsteht dadurch ein Schaden, ist der gesetzliche Vertreter der herrschenden Gesellschaft zum Schadenersatz verpflichtet (§ 309 Abs. 2 AktG). Voraussetzung für den Abschluss des Vertrages ist eine Drei-Viertel-Mehrheit in der Hauptversammlung beider Unternehmen. Durch das umfassende Weisungsrecht erlangt das herrschende Unternehmen legal die volle unternehmerische Leitung der abhängigen Gesellschaft.

#### Faktischer Konzern
Liegen weder ein Beherrschungsvertrag noch eine Eingliederung vor, so spricht man unter folgenden Voraussetzungen von einem faktischen Konzern: Es liegt ein Abhängigkeitsverhältnis i.S.d § 17 AktG vor, das abhängige Unternehmen ist eine Kapitalgesellschaft (AG, KGaA, GmbH, UG; eine entsprechende Anwendung des § 17 AktG auf Personengesellschaften ist schon wegen des dort herrschenden Prinzips der einstimmigen Beschlussfassung über grundlegende Geschäftsführungsmaßnahmen kaum möglich) und das herrschende Unternehmen besitzt die Möglichkeit, Einfluss auf das abhängige Unternehmen zu nehmen. Grundlage für die Einflussnahme des herrschenden Unternehmens bildet dabei grundsätzlich eine Mehrheitsbeteiligung, das bedeutet die Kapital- und/oder Stimmenmehrheit. Dieser Einfluss darf hier jedoch nicht dazu genutzt werden, die abhängige Gesellschaft zu einem für sie nachteiligen Geschäft zu veranlassen, es sei denn, die Nachteile werden ausgeglichen. Dieser Nachteilsausgleich ist allerdings in der Praxis sowohl nach der Art als auch nach dem Umfang schwerlich sicherzustellen. Liegt ein faktischer Konzern vor, so haften die gesetzlichen Vertreter für entstandene Schäden durch nachteilige Weisungen (§ 317 f. AktG). Außerdem hat der Vorstand jährlich einen Abhängigkeitsbericht zu erstellen (§ 312 AktG).

## Konzernbildungen anderer Rechtsformen
Der aus dem Aktienrecht stammende – und deshalb ursprünglich nur für die AG und KGaA gedachte – Begriff des Konzerns wird mittlerweile auch bei allen übrigen Rechtsformen angewandt. Im Rahmen seiner Rechtsprechung zum Konzernhaftungsrecht hat der Bundesgerichtshof (BGH) insbesondere bei der GmbH, für die eine entsprechende Regelung im Gesetz betreffend die Gesellschaften mit beschränkter Haftung (GmbH-Gesetz) fehlt, eine Anwendung der aktienrechtlichen Konzernregelung in wesentlichen Teilbereichen bejaht. Unter Konzern wird danach die tatsächliche Ausübung (planmäßige Wahrnehmung) der Beherrschungsmöglichkeit im Sinne einheitlicher Leitung bei mehreren Unternehmen verstanden.
Der Unternehmensbegriff stellt nach der BGH-Rechtsprechung den Einstieg in die Konzernhaftung dar. Für die Geltung besonderer konzernrechtlicher Haftungsregeln hängt es nicht davon ab, ob die Gesellschaft von einer anderen Gesellschaft oder von einer natürlichen Person beherrscht wird. Der BGH sieht in ständiger Rechtsprechung bei einer natürlichen Person dann Unternehmenseigenschaften im konzernrechtlichen Sinne als erfüllt an, wenn sie sich als Allein- oder Mehrheitsgesellschafter an mindestens 2 Gesellschaften beteiligt und ihr mindestens eine dieser Beteiligungen unternehmerische Einflussnahme gestattet. Deshalb ist die Rechtsform des herrschenden Unternehmens ohne Bedeutung. Es kann sich um eine Einzelperson, um eine Gesellschaft bürgerlichen Rechts oder um jede andere Gesellschaft handeln. Davon geht auch § 14 Abs. 1 BGB aus, der als Unternehmer eine natürliche oder juristische Person oder eine rechtsfähige Personengesellschaft ansieht, die bei Abschluss eines Rechtsgeschäfts in Ausübung ihrer gewerblichen oder selbständigen beruflichen Tätigkeit handelt. Der Unternehmensbegriff ist – gerade was natürliche Personen betrifft – konzernrechtlich weitgehend aufgeweicht worden. Eine unternehmerische Tätigkeit der Einzelperson – über das Halten der Anteile hinaus – wird nicht gefordert. Damit wird auch diejenige Tätigkeit, die nach bisheriger Auffassung aus der privaten Vermögensverwaltung der Anteile besteht, bereits als unternehmerische Tätigkeit angesehen. Eine Geschäftsführerstellung wurde vom BGH zwar vielfach angesprochen, ist jedoch nicht notwendige Voraussetzung für die Erfüllung der konzernrechtlichen Unternehmenseigenschaften. Eine Privatperson als Aktionär ist immer dann Unternehmen im konzernrechtlichen Sinne, wenn sie neben der Beteiligung an der AG anderweitig wirtschaftliche Interessenbindungen habe, die „nach Art und Intensität die ernsthafte Sorge begründen, sie könne wegen dieser Bindungen ihren aus der Mitgliedschaft folgenden Einfluss auf die AG zu deren Nachteil ausüben.“ Als „anderweitig wirtschaftliche Interessenbindungen“ ist vor allem mindestens eine maßgebliche Beteiligung an einer weiteren Gesellschaft zu verstehen.
Bei Familienangehörigen gibt es zwar keinen allgemeinen Erfahrungssatz, wonach diese stets gleichgerichtete Interessen verfolgten. Eine Aufteilung von Gesellschaftsanteilen auf mehrere Minderheitsgesellschafter innerhalb der Familie ist allerdings kein Schutz gegen die Annahme der Beherrschung einer Gesellschaft. Eine in der Vergangenheit gemeinsam betriebene Unternehmenspolitik lässt der BGH nämlich als ausreichend sichere Grundlage für die Ausübung gemeinsamer Herrschaft von Ehegatten oder Familienangehörigen genügen. Anhaltspunkte für eine gemeinsam betriebene Unternehmenspolitik können Einigungsklauseln in Gesellschaftsverträgen sein, wonach Abstimmungen mit Stimmenmehrheit angestrebt werden.
Auch Körperschaften des öffentlichen Rechts erfüllen bereits bei einer einzigen maßgeblichen Beteiligung die Unternehmenseigenschaft.